# Tyramine
 (novembre 2008).
Si vous disposez d'ouvrages ou d'articles de référence ou si vous connaissez des sites web de qualité traitant du thème abordé ici, merci de compléter l'article en donnant les références utiles à sa vérifiabilité et en les liant à la section « Notes et références ».
La tyramine est un composé chimique organique de type monoamine.
Elle peut être synthétisée par les organismes à partir d'un acide aminé, la tyrosine, par décarboxylation.
C'est un membre de la famille des phényléthylamines.
Elle est largement répandue chez les êtres vivants ; son  métabolisme se réalise par la monoamine oxydase.
On la retrouve donc dans la nourriture humaine en quantité parfois considérable dans :
- les viandes : poisson, volaille, bœuf ;
- les produits fermentés comme la plupart des fromages ;
- des fruits et légumes : banane, figue, noix de coco, avocat, cacahuète ;
- les produits dérivés du soja (sauce soja, tofu, soupe miso) ;
- des boissons alcoolisées comme le vin rouge.

Une assimilation trop importante de tyramine peut causer une crise d'hypertension. Elle peut également provoquer la libération d'histamine stockée dans les mastocytes et donc de l'eczéma atopique, ou dermatite atopique.
| Aliment         | µg/g       |
| --------------- | ---------- |
| Chocolat        | 500        |
| Gruyère         | 510        |
| Roquefort       | 510        |
| Brie            | 180        |
| Fromage anglais | 400 à 1400 |
| Harengs marinés | 3030       |
| Levure de bière | 1500       |